# (36928) 2000 SN216
2000 SN216 (asteroide 36928) é um asteroide da cintura principal. Possui uma excentricidade de 0.06687950 e uma inclinação de 10.35795º.
Este asteroide foi descoberto no dia 26 de setembro de 2000 por LINEAR em Socorro.